# Platja de la Patacona

La platja de la Patacona és una platja urbana d'Alboraia, ja que el barri de la Patacona s'estén tot al llarg de la platja. Al nord, limita amb la platja d'Els Peixets, mentre que, al sud, fa de límit municipal amb València mitjançant un xicotet pont que l'enllaça amb la coneguda platja de la Malva-rosa.

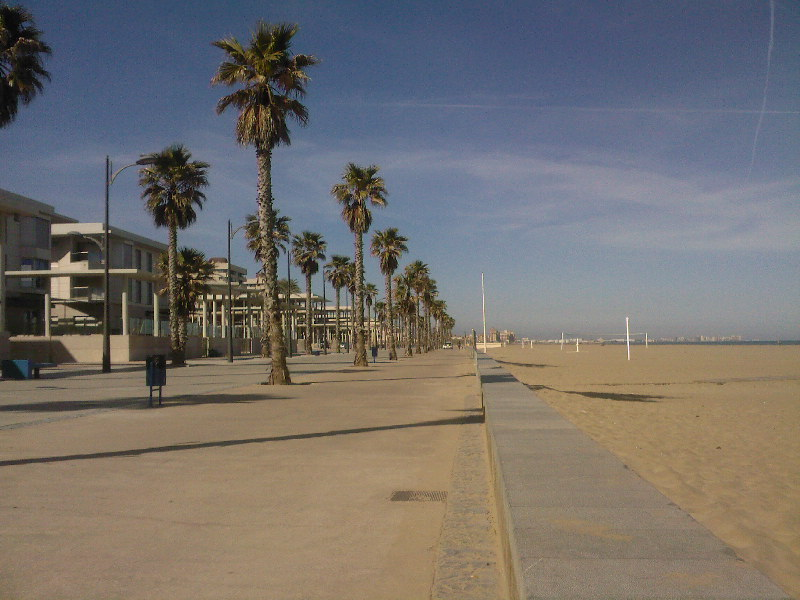
Platja de la Patacona

Des de mitjans anys 90, la zona de la platja s'ha convertit en una zona residencial, ocupant el lloc de l'antic polígon industrial de Vera que es situava prop de la platja. Des de llavors ha experimentat un fort creixement urbà, lligat a la proximitat amb la ciutat de València i les connexions amb aquesta. El seu desenvolupament urbanístic va ser pensat en un principi per a convertir la zona en un lloc de vacances.
La platja, d'arena fina, compta amb una longitud de 1051 metres i 110 metres d'amplària mitjana. Ofereix serveis de vigilància, Creu Roja, oficina de turisme, socorrisme i primers auxilis, WC públics i aparcaments. A més, al llarg del passeig marítim hi ha diversos establiments de restaurants amb menjar autòcton.
Hi ha 1 línia regular d'autobusos d'EMT València que connecta durant tot l'any la ciutat de València i la platja de la Patacona: 31 La Patacona/La Malva-rosa - Poeta Querol. Altres 4 línies arriben fins al final de la Malva-rosa, molt prop de la Patacona: 32 Passeig Marítim - Estació del Nord, 19 La Marina/La Malva-rosa - Estació del Nord, 92 La Malva-rosa - Campanar i 99 La Malva-rosa - Palau de Congressos. A més, una altra línia d'autobús (el Bus d'Alboraya) connecta la platja de la Patacona amb les diferents zones del municipi d'Alboraia i Tavernes Blanques.